# Scopula rostrilinea
Scopula rostrilinea är en fjärilsart som beskrevs av W. Warren 1900. Scopula rostrilinea ingår i släktet Scopula och familjen mätare. Inga underarter finns listade.